# Darko Pančev
Darko Pančev (makedonski: Дарко Панчев) (Skoplje, 7. rujna 1965.) je umirovljeni makedonski i bivši jugoslavenski nogometaš.
Karijeru je započeo 1982. godine u skopskom Vardaru. Godine 1988. prelazi u Crvenu zvezdu te odlazi u JNA. Po odsluženju vojnog roka, kroz samo par utakmica pokazuje svojim golgeterskim sposobnostima da se radi o napadaču svjetskog formata. 
U reprezentaciji Jugoslavije se također ističe efikasnošću. U finalu nacionalnog kupa 1990. godine postiže odlučujući gol, kojim je Crvena zvezda osvojila kup. Iste godine s reprezentacijom sudjeluje na Svjetskom prvenstvu u nogometu u Italiji.
Godine 1991. Pančev je bio strijelac odlučujućeg jedanaesterca u finalu Kupa europskih prvaka, čime je Crvena zvezda osvojila titulu najboljeg kluba na starom kontinentu.
Godine 1992. Pančev potpisuje ugovor za milanski Inter. Međutim, epizoda u Interu nije bila pretjerano uspješna, odigrao je tek 19 utakmica uz samo tri postignuta pogotka. U siječnju 1994. otišao je na posudbu u njemački klub VFB Leipzig, gdje je odigrao 10 utakmica i postigao dva gola. Nakon toga se ponovo vraća u Inter na godinu dana, odakle prelazi u Fortunu Düsseldorf. Karijeru je završio 1997. u švicarskom klubu FC Sion.
Pančev je sezone 1990./91. s 34 pogotka bio najbolji strijelac u svim europskim nacionalnim prvenstvima te je trebao dobiti "Zlatnu kopačku", ali je UEFA jugoslavensko prvenstvo proglasila neslužbenim. Nagrada mu je uručena 15 godina kasnije, 3. kolovoza 2006. u Skoplju. Uručili su mu je Dragan Džajić, Michel Platini i Dragan Stojković.
Trenutno Pančev živi u Skoplju te, nakon što je radio u Nogometnom savezu Makedonije, obnaša dužnost sportskog direktora Vardara.